# Comuna de Ceków-Kolonia
Ceków-Kolonia (polaco: Gmina Ceków-Kolonia) é uma gminy (comuna) na Polónia, na voivodia de Grande Polónia e no condado de Kaliski. A sede do condado é a cidade de Ceków-Kolonia.
De acordo com os censos de 2004, a comuna tem 4539 habitantes, com uma densidade 51,5 hab/km².

## Área
Estende-se por uma área de 88,19 km², incluindo:
- área agricola: 66%
- área florestal: 27%

## Demografia
Dados de 30 de Junho 2004:
|                      | Total   | Total | Mulheres | Mulheres | Homens  | Homens |
| -------------------- | ------- | ----- | -------- | -------- | ------- | ------ |
|                      | pessoas | %     | pessoas  | %        | pessoas | %      |
| População            | 4539    | 100   | 2298     | 50,6     | 2241    | 49,4   |
| Densidade (pop./km²) | 51,5    | 100   | 26,1     | 26,1     | 25,4    | 25,4   |

De acordo com dados de 2002, o rendimento médio per capita ascendia a 1461,89 zł.

## Subdivisões
- Beznatka, Ceków, Ceków-Kolonia, Gostynie, Kamień, Kosmów, Kosmów-Kolonia, Kuźnica, Morawin, Nowa Plewnia, Nowe Prażuchy, Plewnia, Podzborów, Przedzeń, Przespolew Pański, Przespolew Kościelny, Stare Prażuchy, Szadek.

## Comunas vizinhas
- Kawęczyn, Koźminek, Lisków, Malanów, Mycielin, Opatówek, Żelazków